# バフィン (ホッキョクグマ)
バフィン（露: Баффин）は、ホッキョクグマのメスの個体である。

## 来歴
1991年（平成3年）12月9日、スウェーデンのコールモーデン動物園に生まれる。1993年（平成5年）4月10日、静岡県の浜松市動物園に来園する。2011年（平成23年）3月2日、日本動物園水族館協会によるホッキョクグマの繁殖プロジェクトに基づく動物の貸借契約であるブリーディングローンで、ゴーゴの花嫁候補として浜松市動物園から大阪市天王寺動物園に来園する。同年8月、ゴーゴとの別居が開始される。
2012年（平成24年）1月16日、ゴーゴとの同居が再開される。2013年（平成25年）3月、ゴーゴとの交尾行動が初めて確認される。2014年（平成26年）11月25日の午後4時頃に、ゴーゴとの間にメスのホッキョクグマが生まれ、モモ（百々、露: Момо）と名付けられる。天王寺動物園では16年ぶりのホッキョクグマの誕生であった。2016年（平成28年）6月13日、モモとともに浜松市動物園に帰園する。

## 出産
浜松市動物園時代には、2001年（平成13年）11月、2004年（平成16年）10月および2005年（平成17年）12月に出産を経験している。しかしながら、育児をしなかったり出産直後に踏みつけたりして死なせており、成育に至っていなかった。モモが誕生した当時、バフィンは22歳であり、ゴーゴは9歳であった。
モモの誕生から6か月が経過した2015年（平成27年）5月、モモが成育したものと見なされ、日本のホッキョクグマの頭数に計上され、バフィンは、当時の日本国内におけるホッキョクグマとしては、最高齢で繁殖に成功した事例となった。